# Mylius-Erichsen Land

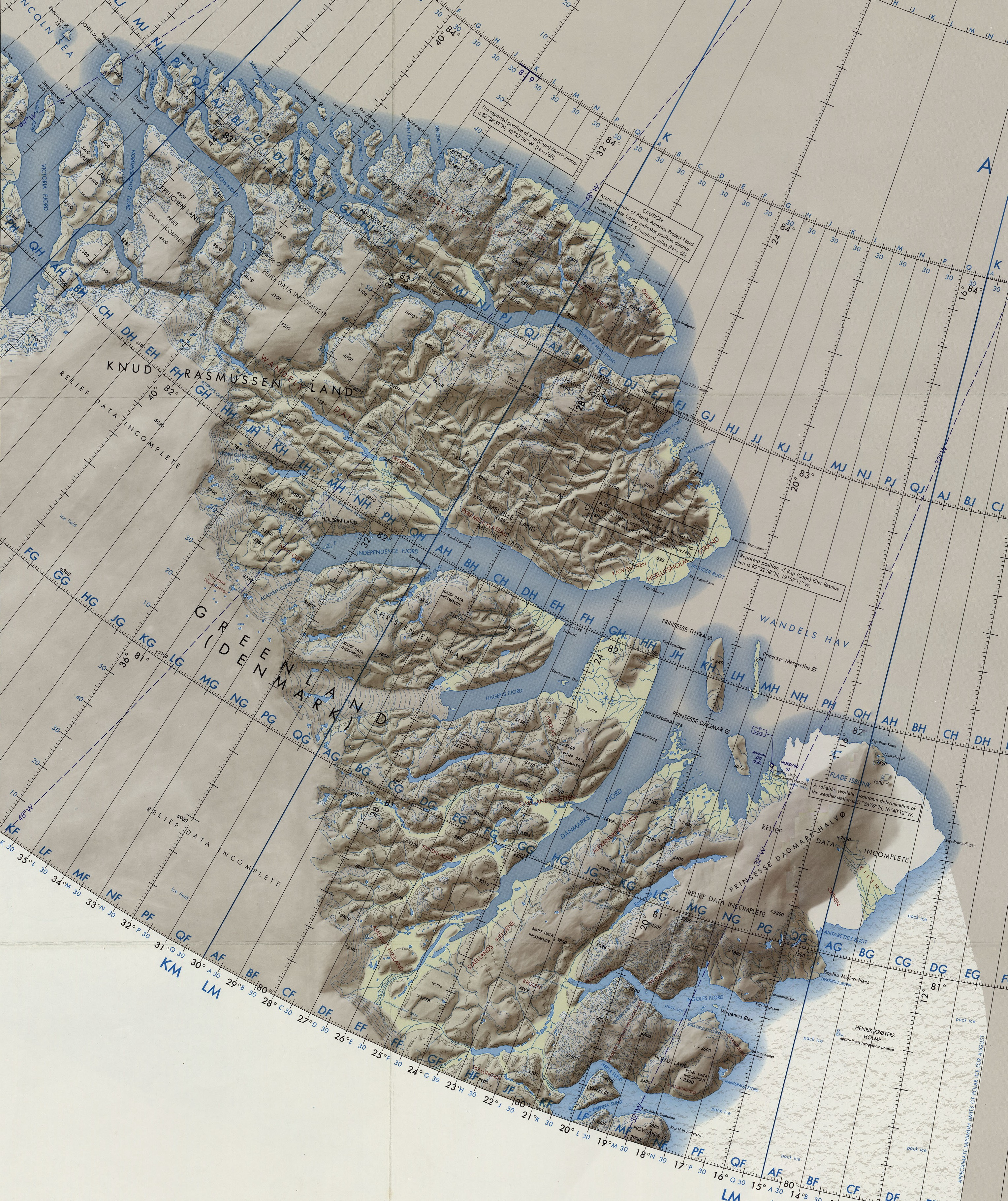
Karte von Nordgrönland mit Mylius-Erichsen Land in der Bildmitte (nicht namentlich markiert)

Mylius-Erichsen Land ist eine grönländische Region im Nordost-Grönland-Nationalpark.

## Geografie
Die überwiegend nicht vergletscherte Region wird im Nordwesten durch den Hagen Fjord und im Osten durch den Danmark Fjord abgegrenzt. Die deutlich weniger gebirgige Region nördlich von Mylius-Erichsen Land ist Valdemar Glückstadt Land. Mylius-Erichsen Land wird im Osten durch drei große Täler durchschnitten: Zig-zag Dal, Norsemandal und Hjertefjeldsdal. Weiter westlich befindet sich der Femte Maj Sø, einer der zehn größten Seen Grönlands.

## Geschichte
Die Region wurde während der Danmark-Expedition von 1906 bis 1908 unter Ludvig Mylius-Erichsen kartografiert. Mylius-Erichsen und seine Begleiter Niels Peter Høeg-Hagen und Jørgen Brønlund kamen bei der Expedition um. Die Region wurde im Zuge der Expedition in Gedenken an den Expeditionsleiter benannt.